# IFMP
IFMP (англ. Ipsilon Flow Management Protocol — Протокол управління потоком Ipsilon) — протокол, що дозволяє вузлу інструктувати суміжний вузол, щоб той приєднав мітку 2-го рівня (моделі OSI) до зазначеного IP-потоку. Мітка дозволяє більш ефективно отримувати доступ до кешованої маршрутної інформації для цього потоку. Також дозволяє потоку комутуватися замість того щоб прокладати маршрут в деяких випадках.
Протокол докладно описаний в специфікації RFC 1953.
Протокол IFMP був створений в 1996 році компанією Ipsilon Networks і підтримувася більшістю випущених нею IP комутаторів. Деякі інші виробники комутаторів, такі як 3Com і IBM також підтримують протокол .